# Спільний акваріум
Спільні акваріуми — це акваріуми, призначені для утримання більш ніж одного виду риб. Найчастіше вони включають різноманітні види, які зазвичай не зустрічаються разом у природі, наприклад, риби-ангели з Бразилії, мечоносці з Мексики та гурамі з Південно-Східної Азії. Метою таких спільнот є об'єднання риб, сумісних за темпераментом і вимогами до води, використовуючи при цьому різні кольори та поведінку, щоб додати інтересу та розваги.
Хоча їх зазвичай не називають спільними акваріумами, більшість морських акваріумів також підходять до цієї категорії, у них використовується риба з таких різноманітних місць, як Карибське море, Червоне море та західна частина Тихого океану.
Інші акваріумісти віддають перевагу спільнотам, які називаються біотопами, які представляють певні географічні місця, і поєднують риб із відповідними декоративними матеріалами, включаючи ендогенні породи та рослини. Найпопулярнішими з цих географічно правильних громадських акваріумів є ті, що відтворюють середовище проживання цихлід у східноафриканських рифтових озерах Танганьїка та Малаві.

## Спільнота риб

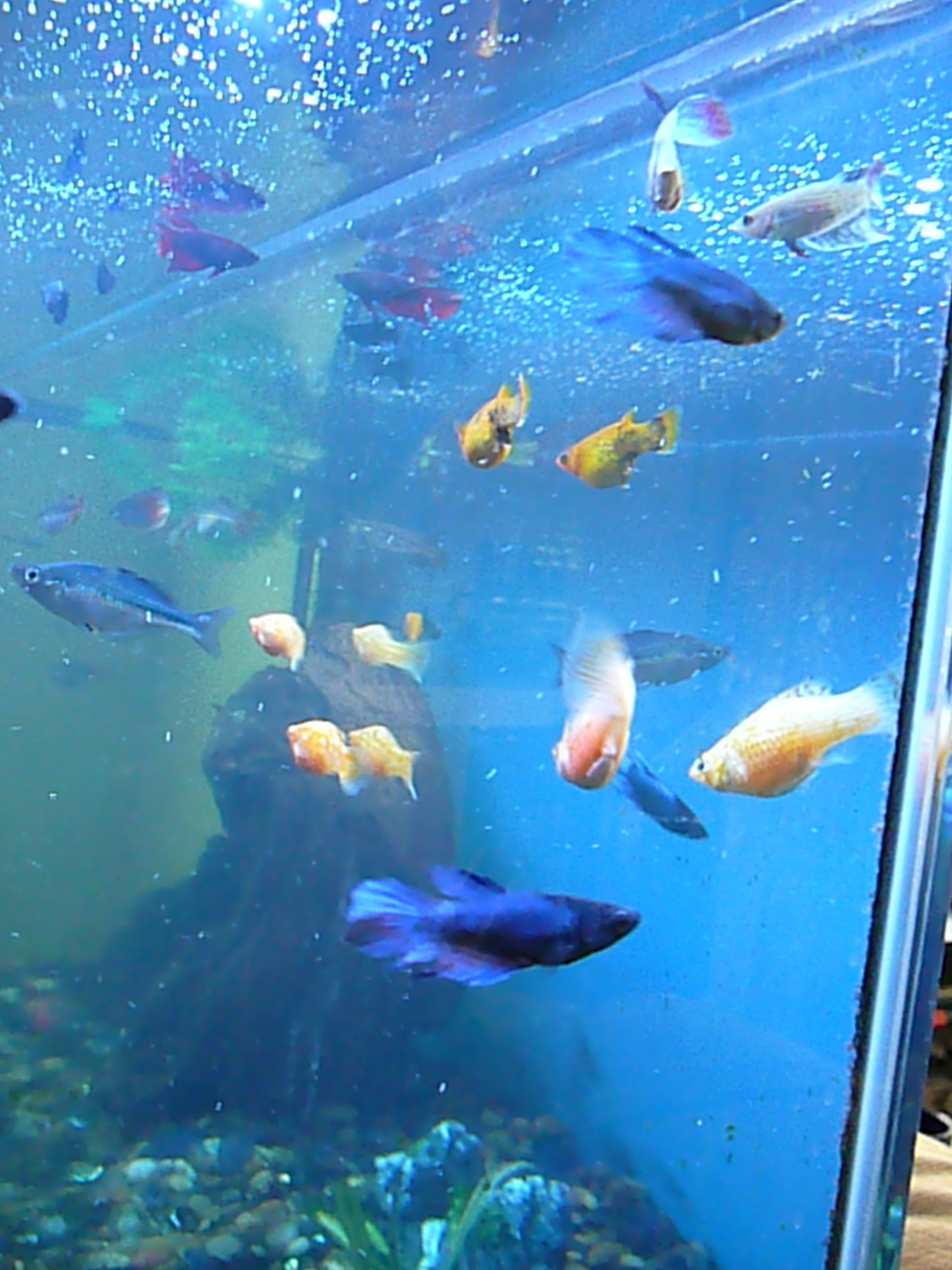
У цьому спільному акваріумі можна побачити сіамських бійцівських рибок, молінезій, меченосців та райдужну рибку.

Для прісноводних спільних акваріумів існує велика кількість видів, які є успішними спільнотними рибками. Більшість живородних, барбусів, тетр, расбор, даніо та райдужних риб є миролюбними, хоча деякі види є плавниками, особливо тигрові барбуси та тетри серпоподібні. Риби-ангели, гурамі та соми-коридораси також популярні, хоча риби-ангели є хижими і їдять дуже дрібну рибу, наприклад неонових тетр і живородних мальків. Розмір рибок, яких заводять у новому або встановленому спільному акваріумі, є важливим фактором для забезпечення гармонії в установці. Традиційна та перевірена практика свідчить: якщо риба поміщається в рот іншої риби, є більше шансів, що її з'їсть більша риба. Зрозуміло, що всі риби є умовно-патогенними тваринами, що робить їх схильними до випадкових нападів на інших невеликих мешканців акваріума. Враховуючи природу водних тварин, краще поєднувати риб однакового розміру, щоб підтримувати стабільні та мирні акваріумні спільноти. Якщо неонових тетр утримують поруч із рибою, навряд чи вони скористаються перевагами свого маленького розміру, вони дуже миролюбні до інших риб.
Багато риб не підходять для типових спільних акваріумів. До цих риб належать:
- Територіальні або агресивні риби, такі як багато цихлід.
- Червонохвостих чорних акул не слід поміщати разом з іншими представниками свого виду, оскільки вони часто стають територіальними.
- Хижі риби, такі як змієголови, листоноси та крузубі тетри.
- Великі активні риби, які переростуть свої акваріуми та товаришів по акваріуму, наприклад фольгові барбуси, райдужні акули та більші соми.
- Тендітні риби або риби, які нервують біля більш активних риб, як-от дискус і райдужна риба.
- Повільні або спеціалізовані їдці, які не можуть конкурувати з іншими товаришами по акваріуму, такими як трубоподібні риби.

## Хімія води
Більшість прісноводних акваріумних рибок добре живуть у воді від м'якої до помірно жорсткої з рН від 6 до 8.
Акваріуми з солонуватою водою є особливим випадком і потребують спеціальних спільних резервуарів. Хоча кілька прісноводних і морських риб можуть адаптуватися до солонуватої води, більшість не може.
Найнебезпечнішим хімічним речовиною в акваріумній воді є аміак, який виробляється з екскрементів риб. Важливо перевірити наявність аміаку, оскільки він є хімічним попередником нітритів і нітратів, також шкідливих для риб. Аміак видаляється з води через цикл азоту, який відбувається в акваріумному фільтрі, якому потрібно кілька тижнів, щоб почати переробку аміаку. Оброблений аміак перетворюється на нітрит, який потім переробляється на нітрат. Щотижнева підміна води (25 % об'єму акваріума) з одночасним видаленням сміття з дна акваріума може вирішити проблему накопичення нітратів, якщо резервуар не переповнений.
Накопичення водоростей значною мірою пов'язане з рівнем освітлення та мінеральним дисбалансом. Акваріум біля вікна, швидше за все, заросте водоростями. Матеріал, відомий як «фосфатна губка», доступний в акваріумних магазинах для вимивання фосфату з акваріума та зменшення росту водоростей. Крім того, такі рослини, як яванський мох (не яванська папороть), конкурують із водоростями за іншу потрібну для рослин поживну речовину, нітрати, і зменшують ріст водоростей. Яванський мох також утворює ґрунтовий покрив уздовж дна акваріума.